# Uralaphorura
Uralaphorura är ett släkte av urinsekter. Uralaphorura ingår i familjen blekhoppstjärtar.
Släktet innehåller bara arten Uralaphorura schilovi.